# ケミカルピーリング
ケミカルピーリング（chemical peeling）とは、薬剤を使用して創傷の治癒に従って皮膚再生を促す施術、術式のこと。美容や、治療を目的とする。酸性の薬剤を皮膚の表面に塗布し、新陳代謝の悪くなった角質層の結合を緩めることで自然に剥がす治療法である。

## 薬剤の種類
角質を融解、または凝固させる剥離剤を塗る。効果としては、皮膚の層を剥離させ皮膚の一部を壊し、そのことで創傷（キズ）となり、表皮や真皮が再生されることで皮膚の質や外観が変化する。
皮膚科などで行う専門的なケミカルピーリングは、pHの調整や使用する酸の濃度などを厳密に調整して行われる。酸を5 - 10分ほど皮膚に浸透させる。処置後に酸の刺激により肌に赤みが出ることがある。
ケミカルピーリングは角質層のバリア機能を減少させるため、ほかの薬剤の浸透を促進する。マイクロニードリングなど他の施術を併用したり、施術後に医薬品（ヒアルロン酸など）を用いることによって皮膚の再生を促進させることもある。
主に皮膚の浅い層に作用するのはレチノイン酸、アルファヒドロキシ酸 (AHA)、サリチル酸であり、グリコール酸やトリクロロ酢酸ではより深い層に作用する。この作用の深さは薬剤の濃度にもより、調合・調整される。ニキビや、軽度の変色、色素沈着、紫外線による問題では、浅い層までの作用でよく、中程度の問題では中程度の層でまた1週間ほどの肌の再生期間を要し、深い層では皮膚の上皮化（再生）を待つため2-3週間かかる。失敗などでより深く剥離された場合には、表皮の再生には数週間から数か月かかり、盛り上がりができることもある。
強い薬剤では副作用もそれなりに生じるということであり、マイクロニードリングの提唱者のフェルナンデスは、乳酸のような弱い薬剤で皮膚への浸透力を高めてビタミンA、ビタミンCを併用することで皮膚の生成を促した方がいいという考え方を提案している。スキンケアのためのトーナーは、化粧水のように用いビタミンの浸透性を高めるという目的でも弱いアルファヒドロキシ酸が配合されており、ニキビではAHAを多くするかベータヒドロキシ酸 (BHA、ここではサリチル酸) が配合される。

### レチノイン酸
レチノイン酸は医師による施術は不要である。トレチノイン（オールトランスレチノイン酸）によるピーリングは2001年に肝斑の治療選択肢として発表されたが、そのほか光老化などに対してもランダム化比較試験による厳格な効果の調査が必要であると2017年に言及されている。

### アルファヒドロキシ酸
アルファヒドロキシ酸（AHA）。これらはリンゴ酸、酒石酸（ブドウ）、クエン酸（レモンなど）、グリコール酸（サトウキビ）、乳酸のように果物に由来する。乳酸は単独か、アルファヒドロキシ酸と併用され副作用が少ない。合成の乳酸（l型・d型混在）より天然の乳酸（l型のみ）の方が刺激が弱い。10-15%濃度以上から専門家の施術となり、それ以下では一般的な家庭用の化粧品に含まれている。グリコール酸（後述）もこのグループに入るが濃度が高い場合強い剥離作用がある。
AHAは角質層の死んだ細胞を自然にはがすことを促す。フェルナンデスは毎日定常的に使うものではなく、AHAは一時的に週に数回にとどめて使うもので、紫外線を避ける必要があるので夜の使用を推奨している。
水などによる中和を必要とする。

### サリチル酸
サリチル酸には、樹木の柳由来で、抗炎症性もあり、30%までの濃度では中和剤は不要である。ベータヒドロキシ酸 (BHA) に属し、脂溶性であるためAHAより毛穴の汚れを除去しやすい。ケミカルピーリングでは10-30%の濃度で使用される。塗布後、3-5分で灼熱感がする。水溶性のAHAと異なり脂溶性なので毛穴の汚れを取ることもできる。2%濃度以上から専門家による施術となり、それ以下では一般的な家庭用の化粧品に含まれている。
さらに2種の形態をとる。
- サリチル酸マクロゴール - 最も浅い角質のみに作用する[1]。
- サリチル酸エタノール - 脂腺から吸収されサリチル酸中毒（英語版）を起こす危険性がある[1]。使用のための証拠はないため推奨されない[1][10]。

### グリコール酸
グリコール酸はよく使用されている。30%以上の濃度では浮腫やびらんの危険性が増える。生理食塩水などのアルカリ性溶液で解離作用を中和して止める必要がある。

### 酢酸
トリクロロ酢酸は、タンパク質と結合する。そこで作用も失うため、全身副作用はないが局所での瘢痕のおそれがある。タンパク質の変性、コラーゲンの破壊などを起こし、濃度に応じて深い層に達する。

## 歴史
古くは紀元前エジプトのパピルスにピーリングを行った記録がある。
近代的には1871年にはTulbury Foxが20%濃度のフェノールを肌に使った。ニキビには1903年にマッキー (Mackee) がフェノールを使った。後にサリチル酸が提唱されたが大量に使うと中毒を起こし耳鳴りや嘔吐が起こった。1960年にはエアーズがフェノールよりトリクロロ酢酸の方が適しているとした。フェノールは皮膚の深い層まで破壊し、しばらくは綺麗な肌になったが、時間と共に不自然な皮膚になっていくという特徴があり廃れていった。フェノールほどではないがトリクロロ酢酸はダウンタイムが7日程度と長かった。
1960年代にスコットがグリコール酸を使い、レチノイン酸が脚光を浴びた後、1980年代にはアルファヒドロキシ酸 (AHA) が広く認識されていった。
日本では、ケミカルピーリングによる被害例があったため、2000年には業として実施していれば医業に相当すると厚生省が明言し、2001年より日本皮膚科学会がガイドラインを作成してきた。ガイドラインの作成によって皮膚科でケミケルピーリングが実施されることが増えた。2006年に根拠に基づく医療に忠実としてガイドラインを改訂、2008年には第3版となった。

## 用途
ケミカルピーリングは、痤瘡（ざ瘡、ニキビ）、色素沈着、光老化、アンチエイジング、しみ、くすみの改善を目的とする。表面的な傷跡や、手や首の若返り (rejuvenate) にも用いられる。一般に25歳以下の健康な肌の人には、AHAは不要で、ニキビなどのトラブルがある場合に考慮される。
2008年の日本皮膚科学会ガイドラインで、良質な証拠はないが選択肢のひとつとされているのは、ざ瘡の皮疹、小斑の日光黒子（老人性色素斑）、小じわに対する、グリコール酸とサリチル酸マクロゴールである。ざ瘡の陥凹性瘢痕、大斑の日光黒子や肝斑（しみ）、雀卵斑（そばかす）、炎症後の色素沈着において、またサリチル酸エタノールの使用は証拠がないため推奨できない。『尋常性痤瘡治療ガイドライン2017』でも、グリコール酸とサリチル酸マクロゴールでは選択肢だが、サリチル酸エタノールは推奨されていない。
施術前に、創傷の治癒が遅れたり、感染に弱くなるとか毒性のリスクが高まる内臓疾患や糖尿病、免疫抑制といった既往歴が考慮され、ヘルペスや感染症に留意される。放射線治療を受けていれば、再上皮化を遅らせ、皮膚剥離による瘢痕のリスクは高くなるし、イソトレチノイン（レチノイド作用のニキビ治療薬）を使っていれば中間以降の皮膚の層の剥離が起きているため同様のリスクがある。光感受性を増加させるホルモンや経口避妊薬では、色素沈着が起こりやすくなる。
6-12か月以内にイソトレチノイン内服薬を使用していた場合瘢痕化や治癒の遅延を生じやすいとして、その際には様々な皮膚の処置が推奨できないとして広く実践されているが、この件について米国皮膚科学会第74回年次総会を通じて、各専門家（皮膚外科、美容皮膚、小児皮膚、創傷、ざ瘡、イソトレチノン）が審査を行ったが、ケミカルピーリングではその裏付けはなかったことが確認された。
悪化する可能性のあるものには、湿疹、乾癬、白斑、酒皶、脂漏性皮膚炎がある。
禁忌は、傷口への施術、妊婦、また細菌性、ウイルス性、真菌性の感染症、また薬剤に対するアレルギー、中等度の層以上へ作用する薬剤では、半年以内のイソトレチノインの使用となる。
施術後は遮光が必要となり、レチノイドの使用も注意が必要となる。また禁忌として、マイクロニードリング後の強いピーリング成分では傷跡が残る可能性があり、アスコルビン酸は脱色素斑ができるおそれがあり、レチノイン酸は刺激感が強くなるため使用に困難を生じる。